# KiraKira Precure A La Mode
KiraKira☆PreCure A La Mode (яп. キラキラ☆プリキュアアラモード КираКира☆Пурикюа Ара Мо:до) — четырнадцатый сезон многосерийной серии Pretty Cure, созданной студией Toei Animation. Основные темы сериала — счастье и воображение; общие мотивы в образах главных героинь — сладости и животные. 25 октября 2016 компания Toei запатентовала название KiraKira☆PreCure A La Mode в патентном ведомстве Японии, чтобы использовать её в коммерческих целях и заниматься продажей товаров и аксессуаров, связанной тематики. Выход в эфир первой серии сериала состоялся 5 февраля 2017 года; в сетке вещания он сменил предшествовавший ему Maho Girls PreСure!.

## Сюжет
Ичика Усами — ученица второго класса средней школы, которая любит сладости и мечтает стать кондитером, но у неё не очень хорошо получается готовить. Однажды она встречает фею по имени Пекорин, которая может чувствовать КираКирару, энергию, находящуюся в сладостях и олицетворяющую чувства, вложенные в них. Однако злая фея по имени Гамми стремится украсть КираКирару, чтобы стать сильнее, делая сладости чёрными и безжизненными. Преисполненная решимости защитить сладости, Ичика получает силу Легендарного Кондитера ПриКюа, чтобы победить Гамми и вернуть украденные КираКирару. Вместе с другими четырьмя девушками, Ичика начинает учиться делать сладости с помощью переносной кондитерской «Kira Kira Patisserie», в то же время сражаясь с Ворами КираКирару как ПриКюа.

## Персонажи

### Главные персонажи
Ичика Усами (яп. 宇佐美 いちか Усами Итика) / Кюа Уип (яп. キュアホイップ Кюа Хоиппу) — главная героиня сериала, решительная 14-ти летняя девочка, мечтающая в будущем стать кондитером. Ичика веселая и энергичная как кролик, она любит сладости и десерты, не сильна в готовке, но, несмотря на это, никогда не теряет уверенности в себе. После превращения в Кюа Уип, она использует свои «кроличьи» инстинкты для усиления слуха и способна высоко прыгать, а кроме того, может делать лассо из розового крема для атаки.
Сэйю: Карен Мияма
Химари Арисугава (яп. 有栖川 ひまり Арисугава Химари) / Кюа Кастерд (яп. キュアカスタード Кюа Касута:до) — одна из главных героинь, трудолюбивая 14-ти летняя девочка. Химари быстрая и лёгкая, как белка, несмотря на стеснительность, никто не может остановить её, когда она говорит о сладостях. После превращения в Кюа Кастерд, она использует свои «беличьи» способности для того, чтобы бегать очень быстро, а кроме того, может делать цепи из жёлтого крема для атаки.
Сэйю: Харука Фукухара
Аой Татегами (яп. 立神 あおい  Татэгами Аой) / Кюа Джелато (яп. キュアジェラート Кюа Дзэра:то) — одна из главных героинь, увлекающаяся 14-ти летняя девочка. Аой смелая и свободная, как лев, она любит петь и является вокалисткой рок-группы Wild Azur. Её физическая сила и поддержка очень помогают команде ПриКюа при изготовлении сладостей. После превращения в Кюа Джелато, она использует свои «львиные» способности для того, чтобы оглушать врагов рыком, а кроме того, может атаковать кусками льда.
Сэйю: Томо Муранака
Юкари Котозумэ (яп. 琴爪 ゆかり Котодзумэ Юкари) / Кюа Макарон (яп. キュアマカロン Кюа Макарон) — одна из главных героинь, утонченная и изящная 17ти летняя девушка. Юкари известна во всём городе своей красотой и талантливостью, порой она бывает своенравной и эгоистичной, словно кошка. Использует свои навыки в изготовлении сладостей от скуки, но благодаря поддержке Ичики начинает больше наслаждаться своей обычной жизнью. После превращения в Кюа Макарон, она полагается на свои «кошачьи» повадки для уворачивания от атак противника, отличается высокой гибкостью, а кроме того, может делать «пузыри» из фиолетового крема для атаки.
Сэйю: Саки Фудзита
Акира Кендзё (яп. 剣城 あきら Кэндзё: Акира) / Кюа Шокола (яп. キュアショコラ Кюа Сёкора) — одна из главных героинь, заботливая и нежная 17-ти летняя девушка с мальчишеской внешностью. Акира очень добрая и имеет сильное чувство справедливости, словно преданная собака, поэтому на неё всегда можно положиться. У девушки есть больная младшая сестра Мику, которую она всегда старается подбодрить. После превращения в Кюа Шоколу, она использует свои «собачьи» способности для усиления нюха, а кроме того, может делать платформы в виде шоколадок из красного крема для атаки.
Сэйю: Мори Нанако
Кирарин/Сиэль Кирахоси (яп. キラ星 シエル Кирахоси Сиэру) /Кюа Парфе (яп. キュアパルフェ Кюа Паруфэ) — одна из главных героинь, жизнерадостная 13-летняя девочка из Франции, прозванная за свои таланты «гениальным кондитером». Сиэль уверенно стремится к своей мечте — делать самые лучшие сладости, радующие людей, подобно парящему в небе пегасу. Также она имеет одну небольшую тайну, связанную с её истинной личностью феи Кирарин. Она является подругой Пекорин, ведь так как и она тоже фея. В облике Кирарин все предложения закачивает частицей "-кира". После превращения в Кюа Парфе, она получает способность высоко летать, а кроме того, может создавать потоки энергии всех цветов радуги.
Сэйю: Инори Минасэ

### Прочие персонажи
Пекорин (яп. ペコリン Пэкорин) — упитанная и избалованная фея, любящая сладости. Цвет её ушей меняется в зависимости от настроения. Она любит маскироваться под кошек или собак и заканчивает предложения частицей «пеко».
Сэйю: Мика Канаи
Старейшина (яп. 長老 Тё:ро:) — старая фея, живущая на Клубничной Горе. Доверил ПриКюа миссию по защите КираКирару, заканчивает предложения частицей «-дзяба».
Сэйю: Ю Мидзусима
Джулио (яп. ジュリオ Дзюрио) — юноша в маске, управляющий злыми феями. Ведет себя спокойно и сдержанно, но на деле таит в сердце сильную обиду, готов пойти на любые уловки ради своей цели — изучения энергии «КираКирару». Маскируясь под обычного школьника, называет себя Рио Куроки (яп. 黒樹 リオ Куроки Рио).
Сэйю: Дзюнко Минагава
Бибури (яп. ビブリー Бибури:) — девочка, появившаяся после победы ПриКюа над Джулио. Она саркастична, высокомерно относится как к своим врагам, так и к напарникам. Всюду носит с собой куклу по имени Иру, которую использует во время сражений.
Сэйю: Тиба Тиэми
Грэйв (яп. グレイブ Гуреибу) — самоуверенный и грубый мускулистый мужчина, имеет особых прислужников — монстров «Нендо» и летающий автомобиль. Поначалу не воспринимал ПриКюа как серьёзную угрозу, позже стал более заинтересован в сражениях.
Сэйю: Хисао Эгава
Элизио (яп. エリシオ Эрисио) — мужчина с привлекательной внешностью, тщательно изучает ПриКюа и выискивает их скрытые слабости. Использует для сражений особую колоду магических карт.
Сэйю: Дайсукэ Хиракава